# Midnight Moonlight
Midnight Moonlight è un CD dei New Riders of the Purple Sage, pubblicato dalla Relix Records nell'aprile del 1992. 

## Tracce
1. Midnight Moonlight – 4:10 (Peter Rowan)
2. Sutter's Mill – 3:25 (John Dawson)
3. Charlie's Garden – 3:23 (John Dawson)
4. All I Remember – 3:23 (Erik Moll)
5. Louisiana Lady – 4:03 (John Dawson)
6. Ballad of the Deportees – 3:22 (Woody Guthrie)
7. Taking It Hard – 4:26 (Joe New)
8. Glendale Train – 5:09 (John Dawson)
9. Change in the Weather – 4:09 (John Dawson)
10. Diesel on My Tail – 3:05 (Jim Fagan)
11. Lonesome L.A. Cowboy – 8:37 (Peter Rowan)

## Musicisti
Midnight Moonlight
- John Dawson - voce
- Rusty Gauthier - voce, chitarra acustica, mandolino, chitarra slide
- Gary Vogensen - armonie vocali, chitarra elettrica
- Fred Campbell - basso

Sutter's Mill
- John Dawson - voce, chitarra acustica
- Rusty Gauthier - chitarra acustica, fiddle
- John Pedersen - uilleann pipes
- Fred Campbell - basso

Charlie's Garden
- John Dawson - voce, chitarra acustica
- Rusty Gauthier - armonie vocali, chitarra acustica, mandolino
- Evan Morgan - chitarra acustica
- Gary Vogensen - armonie vocali
- John Pedersen - banjo
- Fred Campbell - basso

All I Remember
- John Dawson - armonie vocali
- Carolyn Gauthier - armonie vocali
- Rusty Gauthier - voce, chitarra acustica
- Keith Allen - chitarra acustica
- Fred Campbell - basso

Louisiana Lady
- John Dawson - voce, chitarra acustica
- Rusty Gauthier - armonie vocali, chitarra acustica, fiddle
- Gary Vogensen - armonie vocali, chitarra elettrica
- Kevin Wimmer - accordion (cajun)
- Fred Campbell - basso

Ballad of the Deportees
- John Dawson - voce, chitarra acustica
- Rusty Gauthier - armonie vocali, chitarra acustica, fiddle
- Kevin Wimmer - fiddle
- Norton Buffalo - armonica
- Gary Vogensen - armonie vocali
- Bill Laymon - basso (earthwood)

Taking It Hard
- John Dawson - armonie vocali
- Rusty Gauthier - voce, chitarra acustica, mandolino
- Keith Allen - armonie vocali, chitarra acustica, chitarra slide
- Kevin Wimmer - fiddle
- Fred Campbell - basso

Glendale Train
- John Dawson - voce, chitarra acustica
- David Nelson - mandolino
- Evan Morgan - chitarra acustica
- Rusty Gauthier - armonie vocali, chitarra acustica, fiddle, banjo
- Gary Vogensen - armonie vocali
- Bill Laymon - basso (earthwood)

Change in the Weather
- John Dawson - voce, chitarra acustica
- David Nelson - mandolino
- Rusty Gauthier - armonie vocali, chitarra acustica, chitarra slide
- Gary Vogensen - armonie vocali, chitarra elettrica
- Norton Buffalo - armonica, tamburello
- Fred Campbell - basso

Diesel on My Tail
- John Dawson - armonie vocali
- David Nelson - chitarra acustica
- Rusty Gauthier - voce, armonie vocali, chitarra acustica, mandolino
- Bill Laymon - basso

Lonesome L.A. Cowboy
- John Dawson - voce, chitarra acustica, armonica
- Rusty Gauthier - voce, chitarra acustica, mandolino, fiddle
- Keith Allen - chitarra acustica
- Fred Campbell - voce, chitarra acustica[1]